# Inscutomonomma andreaei
Inscutomonomma andreaei es una especie de coleóptero de la familia Monommatidae.

## Distribución geográfica
Habita en Namaqualand (África).